# Proplanicoxa galtoni
Proplanicoxa galtoni es la única especie conocida del género extinto Proplanicoxa (gr. "anterior a Planicoxa") de dinosaurio ornitópodo Iguanodóntido, que vivió a principios del período Cretácico, hace aproximadamente 126 millones de años, en el Barremiense, en lo que hoy es Europa. Identificado a partir del holotipo BMNH R 8649, consistente en trece vértebras dorsales, un sacro con ilion, partes del pubis y el isquion. Este se encontró en 1916 por Walter Reginald Hooley en la Isla de Wight, de la parte superior de la Formación Wessex de Inglaterra.  Fue nombrado por Kenneth Carpenter y Yusuke Ishida en 2010, y la especie tipo es Proplanicoxa galtoni. El nombre genérico significa "antes de" (pro en griego) + Planicoxa en referencia al proceso de postacetabulares del ilion con tendencia hacia la horizontalidad que se ve aún más fuerte en Planicoxa, y el epíteto específico honra el nombre de Peter Galton.